# Only When I Lose Myself
«Only When I Lose Myself» — тридцять п'ятий сингл британського гурту «Depeche Mode», випущений 7 вересня 1998. «Only When I Lose Myself» є неальбомним синглом, виданим на підтримку збірки The Singles 86>98.
На заголовну композицію був знятий відеокліп, режисером якого виступив Брайан Гріффін. Гріффін перш співпрацював з Depeche Mode як фотографа (крім того, він оформив обкладинки п'яти перших альбомів групи).
«Only When I Lose Myself» досяг 17-го місця у хіт-параді Великої Британії та 61-го місця у хіт-параді американського журналу Billboard.